# Crytea sanguinator
Crytea sanguinator é uma espécie de insetos himenópteros, mais especificamente de vespas, pertencente à família Ichneumonidae.
A autoridade científica da espécie é Rossi, tendo sido descrita no ano de 1794.
Trata-se de uma espécie presente no território português.